# Het Hooghuis (state)
Het Hooghuis, of: Albadastate, Albadahuis, was een state in de binnenstad van Sneek.
De state is gebouwd in 1618 in opdracht van edelman Ids Albada, die ook de Epemastate bezat. Het pand werd opgetrokken in de stijl van het maniërisme. Opvallend was de traptoren. Het gebouw werd in 1736 verkocht en werd twee jaren later gesloopt.
Het gebouw stond op de hoek van de Wijde Burgstraat en de Hooghuistersteeg, een naam die nog altijd naar de state verwijst. Later stond hier logement 'Het Hooghuis'. Op deze locatie is sinds 1961 het Sneeker filiaal van de kledingwinkel van Clemens & August Benninnkmeijer gevestigd. De allereerste vestiging van dit textiel-imperium zat daarvoor vanaf 1861 aan de Oosterdijk.